# Labidophoridae
Labidophoridae é uma família de aracnídeos da subclasse Acarina.